# Maisdon-sur-Sèvre
Maisdon-sur-Sèvre é uma comuna francesa na região administrativa da Pays de la Loire, no departamento de Loire-Atlantique. Estende-se por uma área de 17,45 km². Em 2010 a comuna tinha 3 025 habitantes (densidade: 173,4 hab./km²).